# Ngabu
Ngabu – miasto w południowym Malawi, z ponad 7 tys. mieszkańców (2018). 